# Asénapine

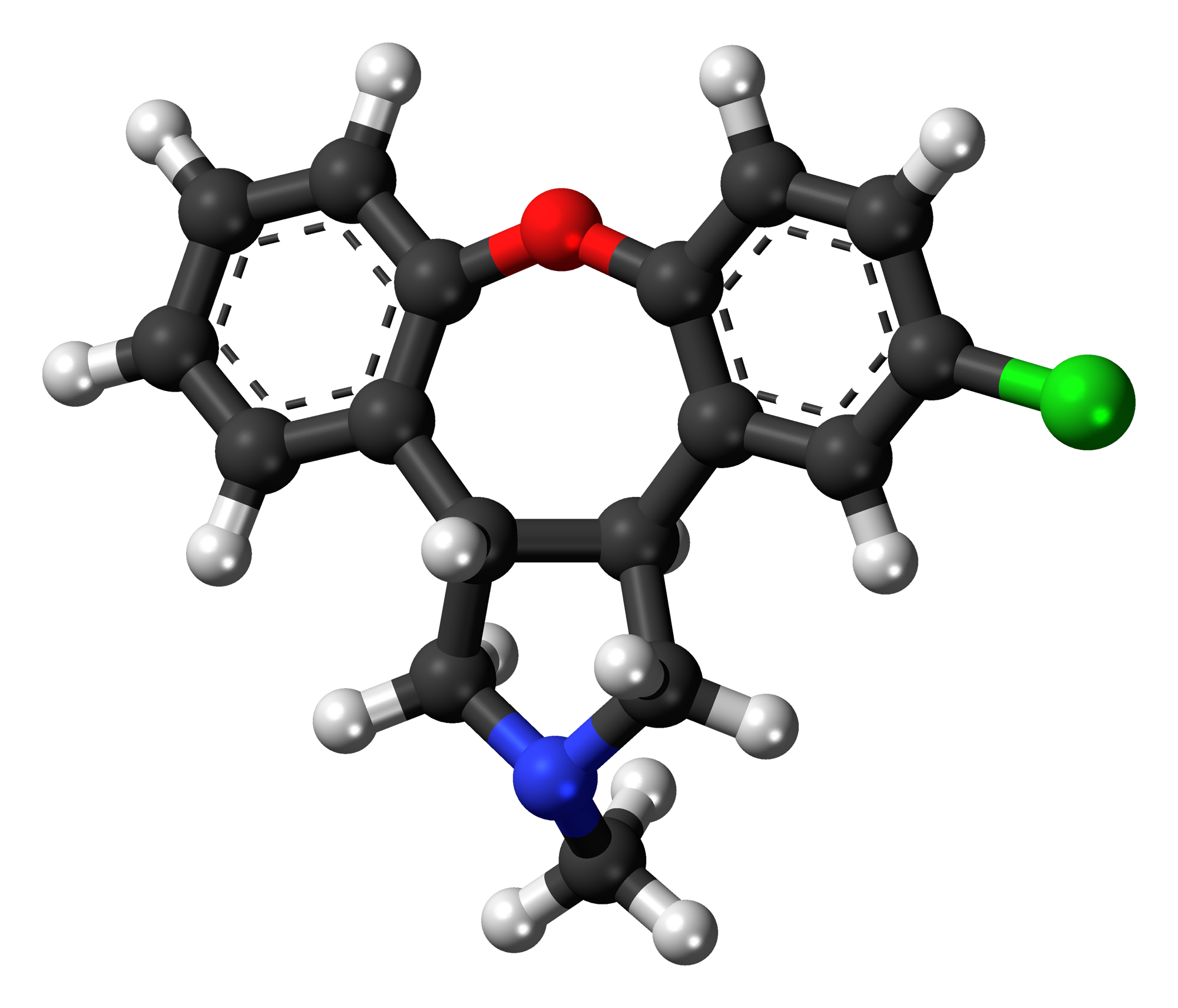
Structure de l'asénapine

L' asénapine est un antipsychotique de seconde génération, utilisé dans le traitement de la manie aiguë.
L'utilisation de l'asénapine en monothérapie dans le traitement d'épisodes maniaque chez l’adulte se montre efficace, avec un bon profil de tolérance. Les effets secondaires sont minimes, avec une prise de poids modéree. Notons aussi le manque d’augmentation significative des taux de lipides ou de la glycémie à jeun lors de la prise du médicament.
Ce médicament n'est actuellement plus commercialisé en France.